# Servei de Bombers i Bomberes Forestals de la Generalitat Valenciana
El Servei de Bombers i Bomberes Forestals de la Generalitat Valenciana és una unitat especialitzada que es dedica principalment a la prevenció i extinció d'incendis forestals, així com a la intervenció en altres emergències en l'àmbit rural del País Valencià. Aquest cos es va establir com a part del servei públic essencial de la Generalitat Valenciana, amb una estructura organitzativa específica gestionada per la Societat Valenciana de Gestió Integral dels Serveis d’Emergències (SGISE), creada el 2018 per decret llei del Consell per gestionar aquest servei de manera directa i centralitzada, en el marc de les empreses públiques previstes Llei 1/2015 de la Generalitat, d'Hisenda Pública, del sector públic instrumental i de subvencions.
De forma paral·lela a la creació de SGISE, el Consell va modificar l'article 59 de la Llei 13/2010, de protecció civil i gestió d'emergències, que havia creat el servei de bombers forestals de la Generalitat com a servei públic essencial de caràcter autonòmic que depenia de la conselleria competent. Fins a la seua subrogació a SGISE, formaven part de l'empresa pública estatal Tragsa, com a brigades d'emergències de la Generalitat.

## Controvèrsies
L’informe de la Sindicatura de Comptes sobre SGISE per a l’any 2022 va revelar diverses irregularitats en la gestió de personal i contractes amb Tragsa. Entre les principals troballes, s'esmentava la contractació de personal sense autorització prèvia, el pagament de complements salarials no previstos per la llei i la superació del nombre màxim de contractacions permeses. A més, es van detectar pagaments de primes d’assegurances i indemnitzacions per serveis sense la documentació necessària. Aquestes irregularitats van portar a una valoració desfavorable de la gestió de la SGISE per part de l’òrgan fiscalitzador. En conseqüència, el 2024 SGISE va aprovar un nou encàrrec a Tragsa exclusivament per al manteniment de la flota de vehicles, fet que considerava essencial per garantir l’operativitat del servei.
El Pla Estratègic per als anys 2024-2025 va incloure la implementació d’un tercer torn per als bombers forestals. Aquesta mesura es va esmentar que hauria de millorar l’operativitat i proporcionar estabilitat a la plantilla. El pla també va preveure la compra de sis camions autobombes pesades forestals en el primer any per renovar el parc de vehicles, que en aquell moment tenia una antiguitat mitjana de més de quinze anys.